# Алексеева, Анисса Павловна
Ани́сса Па́вловна Алексе́ева (род. 16 сентября 1941, Тигашево, Чувашская АССР) — советский и российский языковед, кандидат филологических наук (1978). Заслуженный работник образования Чувашской Республики (1996).

## Биография
Анисса Алексеева родилась 16 сентября 1941 года в деревне Тигашево Чкаловского (ныне Батыревского) района. Когда в семье появилась на свет дочь, после просмотра пьесы Мольера «Анисса» родители девочки дали ей имя Анисса.
В 1963 году окончила историко-филологический факультет Чувашского государственного педагогического института (ЧГПИ). В 1972 году окончила аспирантуру в Казанском университете.
В 1963—1967 годах работала ассистентом, старшим преподавателем на кафедре русского языка. С 1967 года в Чувашском государственном университете — доцент кафедры русского языка, общего и сравнительно-исторического языкознания. В 1978 году получила учёную степень кандидата филологических наук.
С 1994 по январь 2015 года заведовала кафедрой русского языка как иностранного.
В 1996 году ей было присвоено звание Заслуженного работника образования Чувашской Республики
Опубликовала работы по сравнительному изучению русского и чувашского языков; затронула вопросы методики преподавания русского языка иностранцам. Основные её труды: «Морфемика частей речи», «Единицы языка и единицы речи», «Из истории приставочного глагольного словопроизводства (на примере образований с об- и о-)», «Русский язык и культура речи» и другие.

## Личная жизнь
Замужем за Геральдом Михайловичем Алексеевым, министром культуры Чувашской Республики в 1988—1993 годах. Будущие супруги училась в одном институте, но тогда близко не общалась. После окончания Высшей школы Герольд был вызван в приёмную комиссию института. Анисса тогда начала работать преподавателем.
Анисса Павловна и Герольд Михайлович воспитали двух дочерей и одного сына.